# كرايغ غان
كرايغ غان (بالإنجليزية: Craig Gunn)‏ (17 يوليو 1987 في المملكة المتحدة - ) هو لاعب كرة قدم بريطاني في مركز الهجوم. لعب مع نادي روس كاونتي وWick Academy F.C. ‏ وإلغين سيتي ‏ ونادي بيترهيد ‏.

## وصلات خارجية
- كرايغ غان على موقع قاعدة بيانات كرة القدم.إي يو (الإنجليزية)
- كرايغ غان على موقع Soccerbase.com (لاعب) (الإنجليزية)